# Romà Cunillera i Porcar
Romà Cunillera i Porcar (Barcelona, 18 de gener de 1955) fou un futbolista català de les dècades de 1970 i 1980.
Durant la seva carrera va jugar tant de defensa central com de davanter centre. Es formà al futbol base del RCD Espanyol, arribant a jugar a l'equip Amateur, i essent cedit al Terrassa FC, amb qui ascendí a segona divisió, i al CF Gavà. L'any 1977 fitxà pel Nàstic de Tarragona, on jugà durant més d'una dècada, fins al 1988, club amb el qual arribà a jugar a segona divisió. Acabà la seva carrera al CD Tortosa.